# Szkolne schronisko młodzieżowe

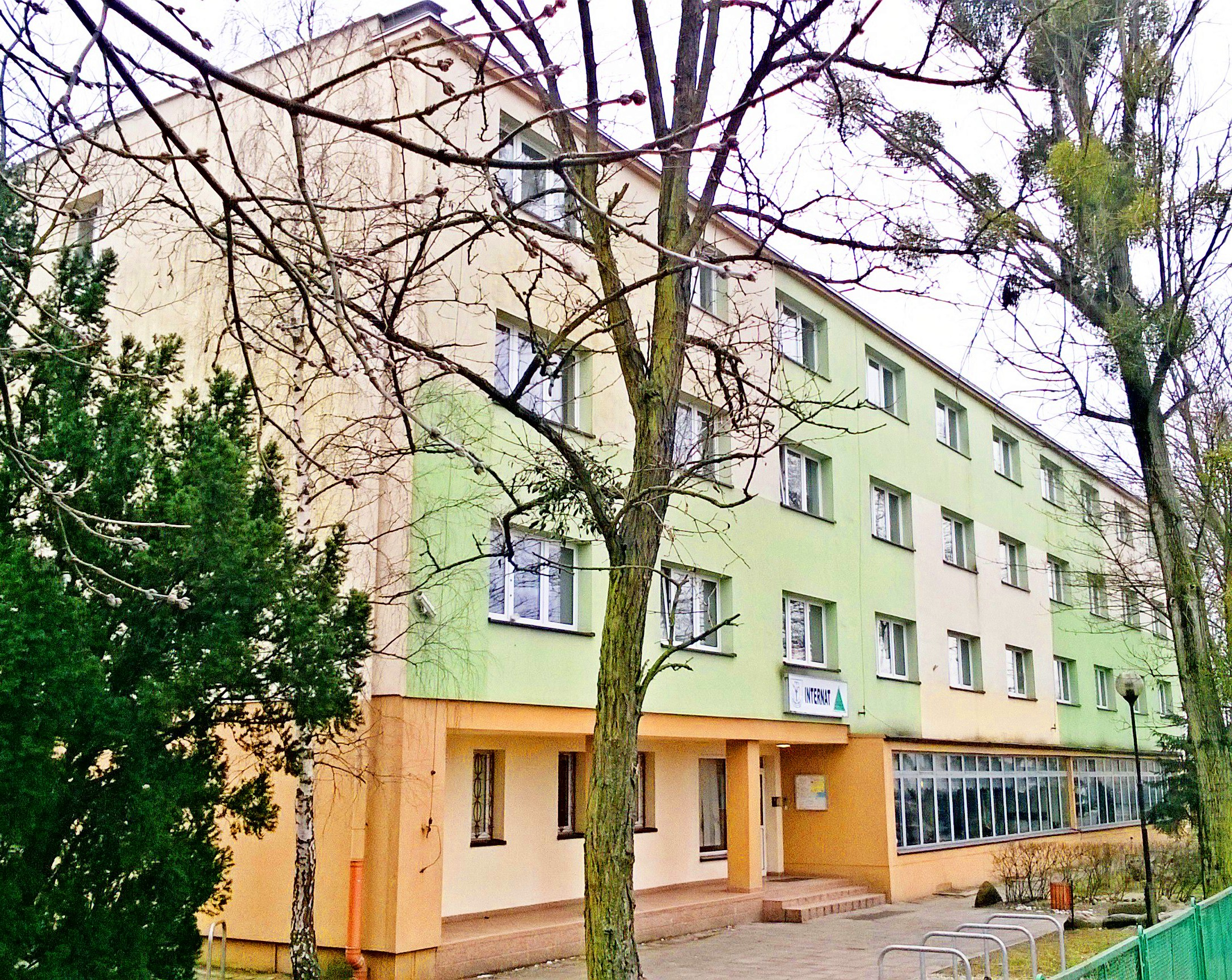
Szkolne Schronisko Młodzieżowe przy Zespole Szkół Mechanicznych Elektrycznych i Elektronicznych im. prof. Sylwestra Kaliskiego w Toruniu

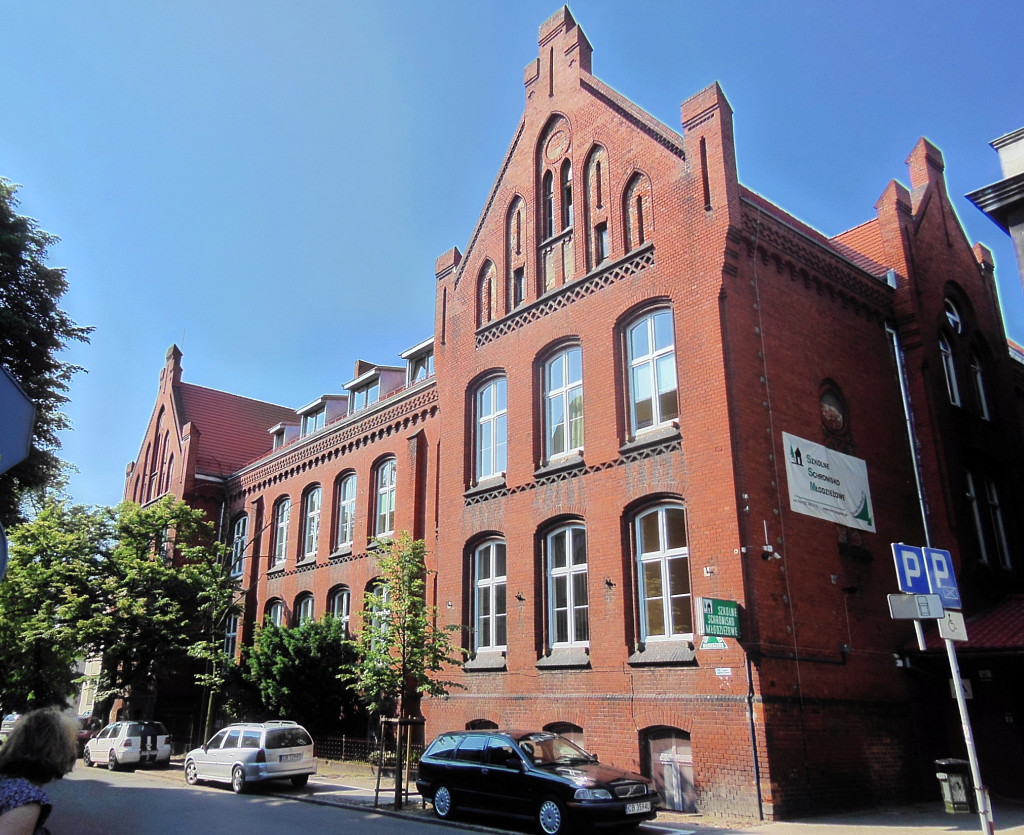
Szkolne Schronisko Młodzieżowe przy ul. Sowińskiego 5 w Bydgoszczy, zlokalizowane w zabytkowym budynku dawnej szkoły ludowej

Szkolne schronisko młodzieżowe (SSM) – rodzaj schroniska turystycznego. Jest to placówka oświatowo–wychowawcza funkcjonująca w oparciu o ustawę o systemie oświaty i z tego względu na jej terenie obowiązuje ustawowy zakaz spożywania alkoholu i palenia tytoniu.
Szkolne schroniska młodzieżowe są zazwyczaj zrzeszone w Polskim Towarzystwie Schronisk Młodzieżowych i stanowią główną bazę noclegową dla wycieczek szkolnych. Z noclegu może skorzystać każdy turysta, jednak pierwszeństwo mają uczniowie, studenci i nauczyciele.
Opłaty pobierane są za miejsce noclegowe (nie za pokój), często można korzystać z własnej pościeli lub śpiwora, co pozwala jeszcze bardziej zmniejszyć koszty. W większości tego typu schronisk członkowie Polskiego Towarzystwa Schronisk Młodzieżowych otrzymują zniżki mogące sięgać nawet do 25% ceny podstawowej. Przyjęcia turystów odbywają się przeważnie w godzinach od 17:00 do 21:00, a budynek należy opuścić do godziny 10:00. Najczęściej spotykane są pokoje 6–10-osobowe wyposażone w łóżka piętrowe, ubikacje i łazienki wspólne na korytarzach.

## Zadania szkolnych schronisk młodzieżowych
1. upowszechnianie wśród dzieci i młodzieży krajoznawstwa i różnych form turystyki jako aktywnych form wypoczynku;
2. prowadzenie poradnictwa i informacji krajoznawczo-turystycznej;
3. zapewnienie dzieciom i młodzieży oraz ich opiekunom tanich miejsc noclegowych;
4. zapewnienie opieki i wychowania dzieciom i młodzieży przebywającym w schronisku.

## Standard wyposażenia szkolnych schronisk młodzieżowych

### Wspólne dla SSM całorocznych i sezonowych
1. powierzchnia mieszkalna nie mniejsza niż 2,5 m² na osobę przy wyposażeniu w łóżka jednopoziomowe lub nie mniejszą niż 1,5 m² na osobę przy wyposażeniu w łóżka piętrowe;
2. pomieszczenia mieszkalne wyposażone w łóżka lub tapczany, kołdry lub koce, bieliznę pościelową, szafy ubraniowe lub wieszaki, stół, krzesła lub taborety (jedno krzesło lub taboret na osobę), lustro i kosz na śmieci;
3. pomieszczenie do przechowywania bagażu i sprzętu turystycznego oraz pomieszczenie do suszenia odzieży;
4. ogrzewanie zapewniające utrzymanie w pomieszczeniach temperatury co najmniej 18 °C.

### Dla SSM całorocznych
1. Szkolne schronisko młodzieżowe całoroczne jest zlokalizowane w samodzielnym budynku lub wydzielonej części budynku oraz dysponuje co najmniej 30 miejscami noclegowymi, z których co najmniej 40% znajduje się w pomieszczeniach mieszkalnych nie większych niż ośmioosobowe.
2. Szkolne schronisko młodzieżowe całoroczne posiada:
  - łazienki wyposażone w umywalki z lustrem (jedna umywalka z lustrem na nie więcej niż 10 osób) oraz natryski (jeden natrysk na nie więcej niż 20 osób), z bieżącą zimną i ciepłą wodą przez całą dobę;
  - toaletę (jedno oczko na nie więcej niż 15 osób);
  - kuchnię samoobsługową wyposażoną w sprzęt kuchenny;
  - jadalnię;
  - świetlicę.

### Dla SSM sezonowych
1. Szkolne schronisko młodzieżowe sezonowe jest organizowane w pomieszczeniach szkoły lub bursy oraz dysponuje co najmniej 25 miejscami noclegowymi.
2. Szkolne schronisko młodzieżowe sezonowe posiada:
  - łazienki wyposażone w umywalki z lustrem (jedna umywalka z lustrem na nie więcej niż 15 osób) oraz natryski (jeden natrysk na nie więcej niż 20 osób), z bieżącą zimną wodą przez całą dobę i ciepłą wodą o ustalonych porach rano i wieczorem;
  - toaletę (jedno oczko na nie więcej niż 15 osób);
  - kuchnię samoobsługową wyposażoną w sprzęt kuchenny lub pomieszczenie do przygotowywania posiłków we własnym zakresie;
  - pomieszczenie do spożywania posiłków, mogące spełniać również funkcję świetlicy.

Szkolne schroniska młodzieżowe sezonowe prowadzą działalność w niektórych okresach roku kalendarzowego, w tym w okresie ferii szkolnych oraz w dniach wolnych od nauki.

## Podstawowe akty prawne regulujące funkcjonowanie szkolnych schronisk młodzieżowych
- Ustawa z dnia 7 września 1991 r. o systemie oświaty (Dz.U. z 2022 r. poz. 2230).
- Rozporządzenie Ministra Edukacji Narodowej i Sportu z dnia 7 marca 2005 r. w sprawie ramowych statutów placówek publicznych (Dz.U. z 2005 r. nr 52, poz. 466).
- Rozporządzenie Ministra Edukacji Narodowej z dnia 2 listopada 2015 r. w sprawie rodzajów i szczegółowych zasad działania placówek publicznych, warunków pobytu dzieci i młodzieży w tych placówkach oraz wysokości i zasad odpłatności wnoszonej przez rodziców za pobyt ich dzieci w tych placówkach (Dz.U. z 2015 r. poz. 1872).

## Szkolne Schroniska Młodzieżowe w Polsce
| Miasto                        | Nazwa                                              | Zdjęcie | Właściciel          |
| Gdańsk Al. Grunwaldzka 244    | Szkolne Schronisko Młodzieżowe w Gdańsku           |         | Gmina Miasta Gdańsk |
| Gdańsk ul. Wałowa 21          | Filia Szkolnego Schroniska Młodzieżowego w Gdańsku |         | Gmina Miasta Gdańsk |
| Łódź ul. Legionów 27          | Szkolne Schronisko Młodzieżowe w Łodzi             |         | Urząd Miasta Łodzi  |
| Łódź ul. Ludwika Zamenhofa 13 | Szkolne Schronisko Młodzieżowe w Łodzi             |         | Urząd Miasta Łodzi  |
| Pobierowo ul. Mickiewicza 19  | Szkolne Schronisko Młodzieżowe FALA                |         | Urząd Gminy Rewal   |